# Неотерици
Нови поети (на латински: poetae novi) или неотерици (на гръцки neoteroi – „нови поети“ , от neteros - „(по-)млад“ ) са група от поети, които се противопоставят на дидактично-патриотичната традиция в римската поезия , както и владеещото римската литература преклонение пред миналото. По образеца на елинистическите поети се обръщат към вътрешните преживявания, като се стараят да създават остроумни и изящни стихове, демонстриращи таланта и начетеността им. Предпочитани са малките форми – лирика, елегии, епиграми, малки епоси (епилиони) . Поетите неотерици предпочитат ерудираните алюзии, развиват маниерното и прецизно стихотворство на поетите александрийци пред по-величествения стил, въведен в Рим от архаичния поет Ений. Школата е критикувана от Цицерон и Хораций, който упоменава Калв и Катул.
Представители
- Катул
- Проперций